# Tyranneau bridé
Polystictus superciliaris
Pour les articles homonymes, voir Tyranneau des campos (homonymie).
Espèce
Statut de conservation UICN

 LC  : Préoccupation mineure
Le Tyranneau bridé (Polystictus superciliaris), aussi appelé Tyranneau des campos, est une espèce de passereaux de la famille des Tyrannidae,.

## Distribution
Cet oiseau vit au sud-est du Brésil (du centre de l'État de Bahia à celui de Minas Gerais et au nord de celui de São Paulo),,.

## Systématique
Cette espèce est monotypique selon la classification de référence du Congrès ornithologique international (version 9.1, 2019).